# Kukljić
Kukljić is een plaats in de gemeente Gospić in de Kroatische provincie Lika-Senj. De plaats telt 4 inwoners (2001).